# Yelena Eckemoff

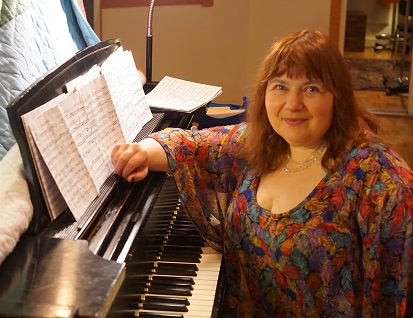
Yelena Eckemoff (2015)

Yelena Eckemoff (russisch Елена Экемов; * vor 1962 in Moskau) ist eine US-amerikanische Jazzpianistin russischer Herkunft.

## Leben und Wirken
Eckemoff begann im Alter von vier Jahren, nach dem Gehör Klavier zu spielen. Ihre Mutter, eine professionelle Pianistin, gab ihr den ersten Klavierunterricht. Im Alter von sieben Jahren wurde sie ins Gnessin-Institut Moskau aufgenommen, wo sie bei Anna Pawlowna Kantor eine klassische Ausbildung erhielt. Später studierte sie bei Galina Nikolaevna Egiazarova am Moskauer Staatskonservatorium. Nach dem Master-Abschluss in Piano und Musikpädagogik arbeitete sie als Klavierlehrerin in Moskauer Musikschulen, gab Solokonzerte und spielte in einer Jazz-Rock-Band; ab den 1990er-Jahren nahm sie unter eigenem Namen auf.
1991 wanderte Eckemoff mit ihrem Mann in die Vereinigten Staaten aus, wo sie zunächst eigene Kinder aufzog. 2009 entstand das Album Cold Sun, aufgenommen in Kopenhagen im Trio mit Mads Vinding und Peter Erskine, das wie ihre späteren Werke im Eigenverlag L & H Production veröffentlicht wurde. Des Weiteren arbeitete sie mit Morten Lund, Mats Eilertsen, Marilyn Mazur, Darek Oleszkiewicz und Arild Andersen. 2014 legte sie in Quintettbesetzung das Album A Touch of Radiance vor. Im Bereich des Jazz war sie zwischen 2009 und 2021 an 19 Aufnahmesessions beteiligt.

## Diskographische Hinweise
- Flying Steps (L & H 2010), mit Peter Erskine, Darek Oleszkiewicz
- Forget-me-not (L & H, 2012), mit Mats Eilertsen, Marilyn Mazur
- A Touch of Radiance (L & H, 2014), mit Mark Turner, Joe Locke, George Mraz, Billy Hart
- Leaving Everything Behind (L & H, 2016), mit Mark Feldman, Ben Street, Billy Hart[3]
- Blooming Tall Phlox (L & H, 2017), mit Verneri Pohjola, Panu Savolainen, Antti Lötjönen, Olavi Louhivuori
- In the Shadow of a Cloud (L & H, 2017), mit Chris Potter, Adam Rogers, Drew Gress, Gerald Cleaver
- Yelena Eckemoff, Paul McCandless, Arild Andersen, Peter Erskine: Desert (L & H, 2018)[4]
- Better Than Gold and Silver  (L & H, 2019), mit Ralph Alessi, Ben Monder, Christian Howes, Drew Gress, Joey Baron[5]
- Colors (Live at KITO Bremen) (L & H, 2022)[6]
- Lonely Man and His Fish (L & H, 2023), mit Kirk Knuffke, Masaru Koga, Ben Street, Eric Harland[7]
- Romance of the Moon (L & H, 2023), mit Paolo Fresu bzw. Riccardo Bertuzzi, Luca Bulgarelli, Stefano Bagnoli[8]
- Scenes From The Dark Ages (Bandcamp, 2025)[9]